# Bretherton
Bretherton is een civil parish in het bestuurlijke gebied Chorley, in het Engelse graafschap Lancashire met 669 inwoners.

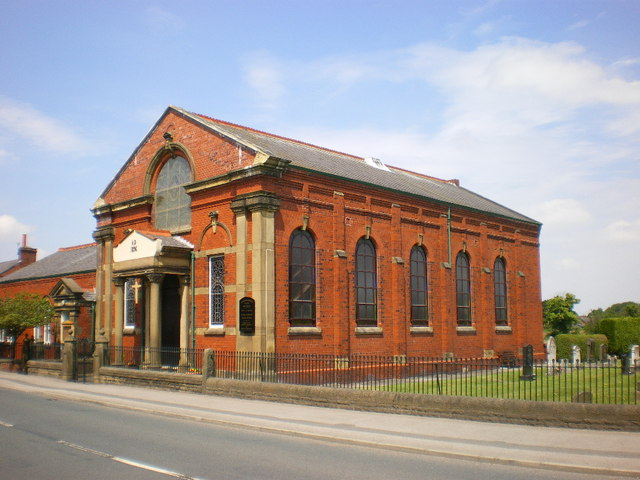